# Sierra Almagrera
Sierra Almagrera är ett berg i Spanien.   Det ligger i provinsen Provincia de Almería och regionen Andalusien, i den sydöstra delen av landet, 400 km söder om huvudstaden Madrid. Toppen på Sierra Almagrera är 210 meter över havet.
Terrängen runt Sierra Almagrera är kuperad norrut, men åt sydväst är den platt. Havet är nära Sierra Almagrera åt sydost.  Närmaste större samhälle är Vera, 10,6 km väster om Sierra Almagrera. Trakten runt Sierra Almagrera består till största delen av jordbruksmark.